# Struten fyr
Struten fyrstation ligger på en lille holm i Oslofjorden syd for Hankø i Fredrikstad kommune i Viken fylke i Norge. Lige vest for fyret ligger Nøtterøy og Tjøme.
Fyret, der blev bygget i 1907, bestod af en fyrbygning med et lille lygterum på toppen af huset. Da fyret blev automatiseret i 1985 blev fyrlygten placeret på en søjle sydvest for huset.
Sømandsforeninger i Fredrikstad og Sarpsborg søgte om at opsætte et fyr på Struten i 1886, men fik afslag. I stedet blev der i 1901 udsat en lydbøje nord for Struten. I 1904 forliste barken «Sir John Lawrence» ved Struten og mandskabet på 13 mand omkom. Der blev da rejst nyt krav om fyr på holmen og denne gang blev det godkendt.
Under anden verdenskrig byggede tyskerne tre kanonstillinger omkring fyrhuset, men disse ble aldrig taget i brug.
Fyret ligger i den nordlige del af nationalparken Ytre Hvaler nationalpark, der blev oprettet i 2009.

## Eksterne kilder og henvisninger
- Norsk fyrliste 2012 (Webside ikke længere tilgængelig) Kystverket
- Struten fyrstasjon Norsk Fyrhistorisk Forening
- Strutens historie